# Kaple Narození Panny Marie (Česká Kamenice)
Poutní kaple Narození Panny Marie v České Kamenici je státní kulturní památka v městské památkové zóně města České Kamenice v okrese Děčín. Jedná se o vrcholně barokní stavbu kruhového půdorysu vzniknuvší v letech 1736–1739 nejspíše z návrhu stavitele Octavia Broggia, o deset let později pak vznikl ambit. Ten má zdi uspořádané do čtverce a v jejich středech stojí portály, od kterých ke kapli vedou arkádové chodby a nad jižním ční z dálky viditelná zvonice. Ve čtyřech rozích ambitu jsou kaple zasvěcené (podle směru hodinových ručiček od hlavního vchodu) Panně Marii Lurdské, Svaté rodině, svatému Janu Nepomuckému a Antonínu Paduánskému. V poslední kapli se nachází původní barokní oltář, ve kterém byla v místním kostele uložena zázračná milostná soška Panny Marie Kamenické. Vznik poutního místa je spojován s více než stem zázračných skutků Panny Marie Kamenické a provází jej mnoho pověstí. Je chráněna jako kulturní památka České republiky.

## Legenda
Jedna ze starých legend vypráví o tom, že dominikáni z Jablonného v Podještědí založili v České Kamenici v roce 1483 Růžencové bratrstvo, které stálo při katolické církvi v dobách protireformace. Katolíci získali v roce 1629 zpátky kostel, ale bez oltářů. Mariánskou sošku pro nový oltář zhotovil žitavský řezbář Kristián Ulrich. Je zajímavé, že Ulrich byl protestant, ale luteráni v Sasku a Lužici uctívali Pannu Marii. Po letech byla zhotovena nová soška a „žitavská“ byla odložena v sakristii. Hřbitov kolem farního kostela nestačil, a tak byl v 17. století zřízen nový u dřevěné kaple, do které pak v roce 1706 byla přenesena „žitavská Madona“.

## Historie

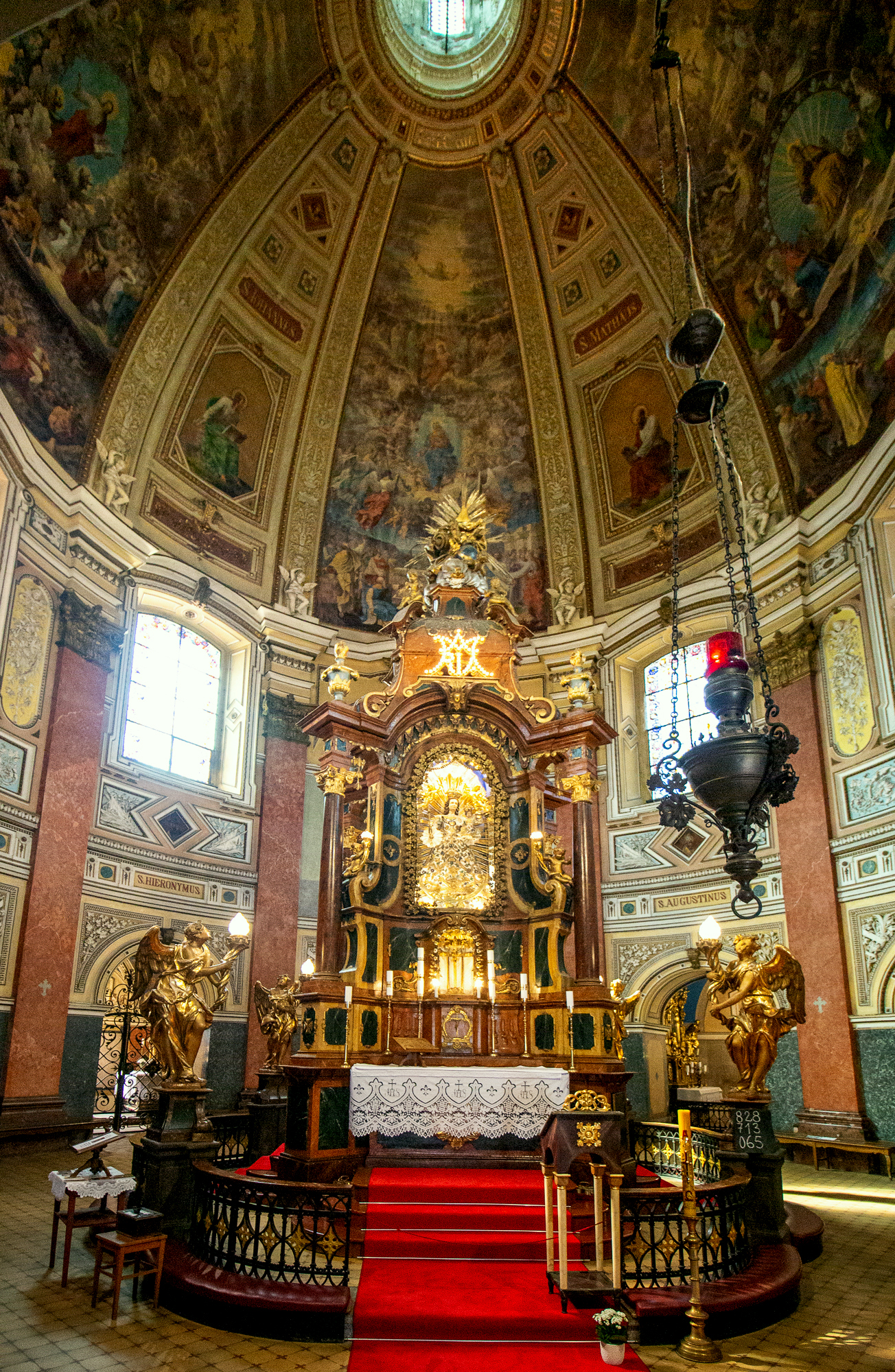
Presbytář kaple

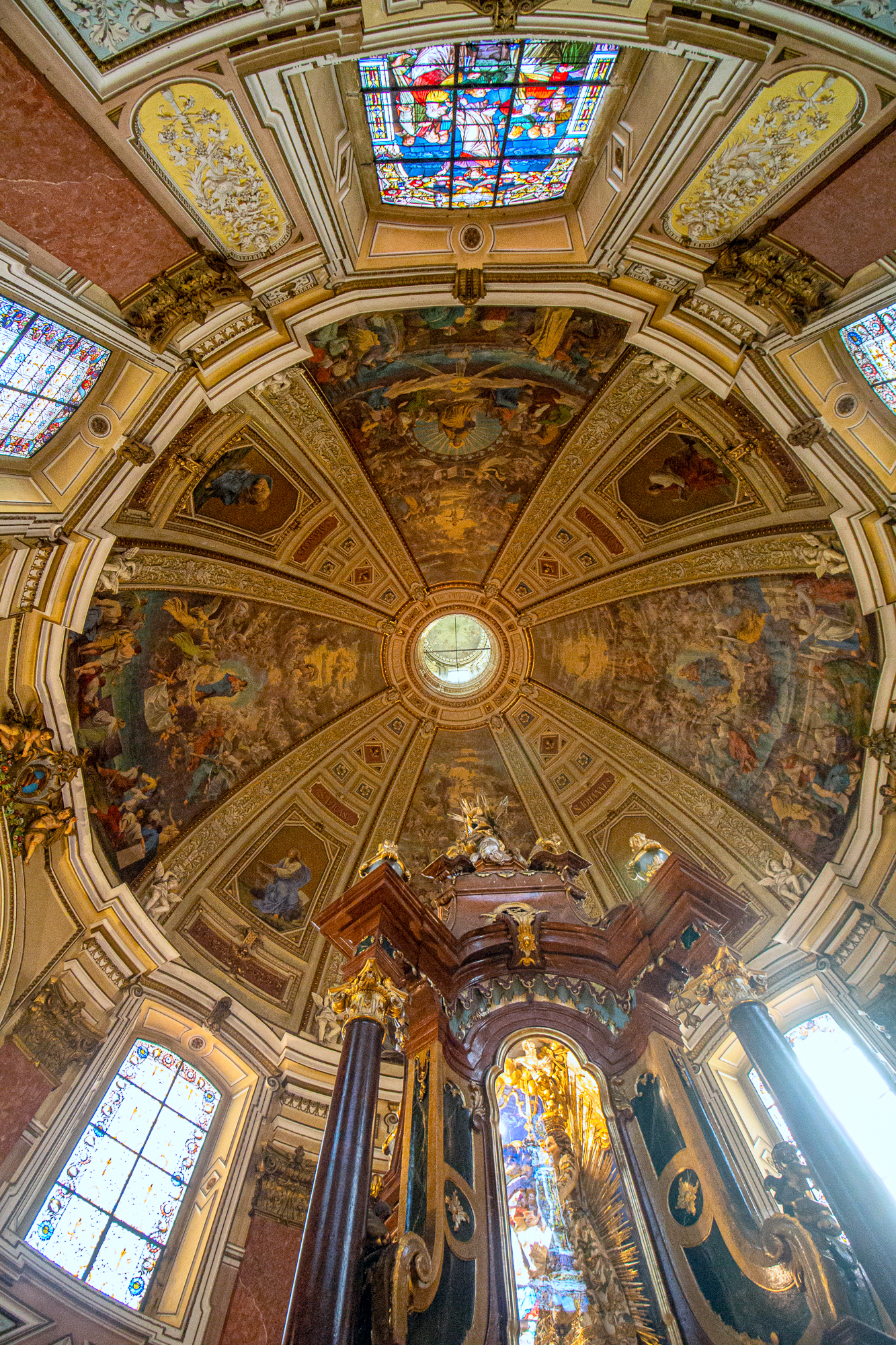
Strop kaple

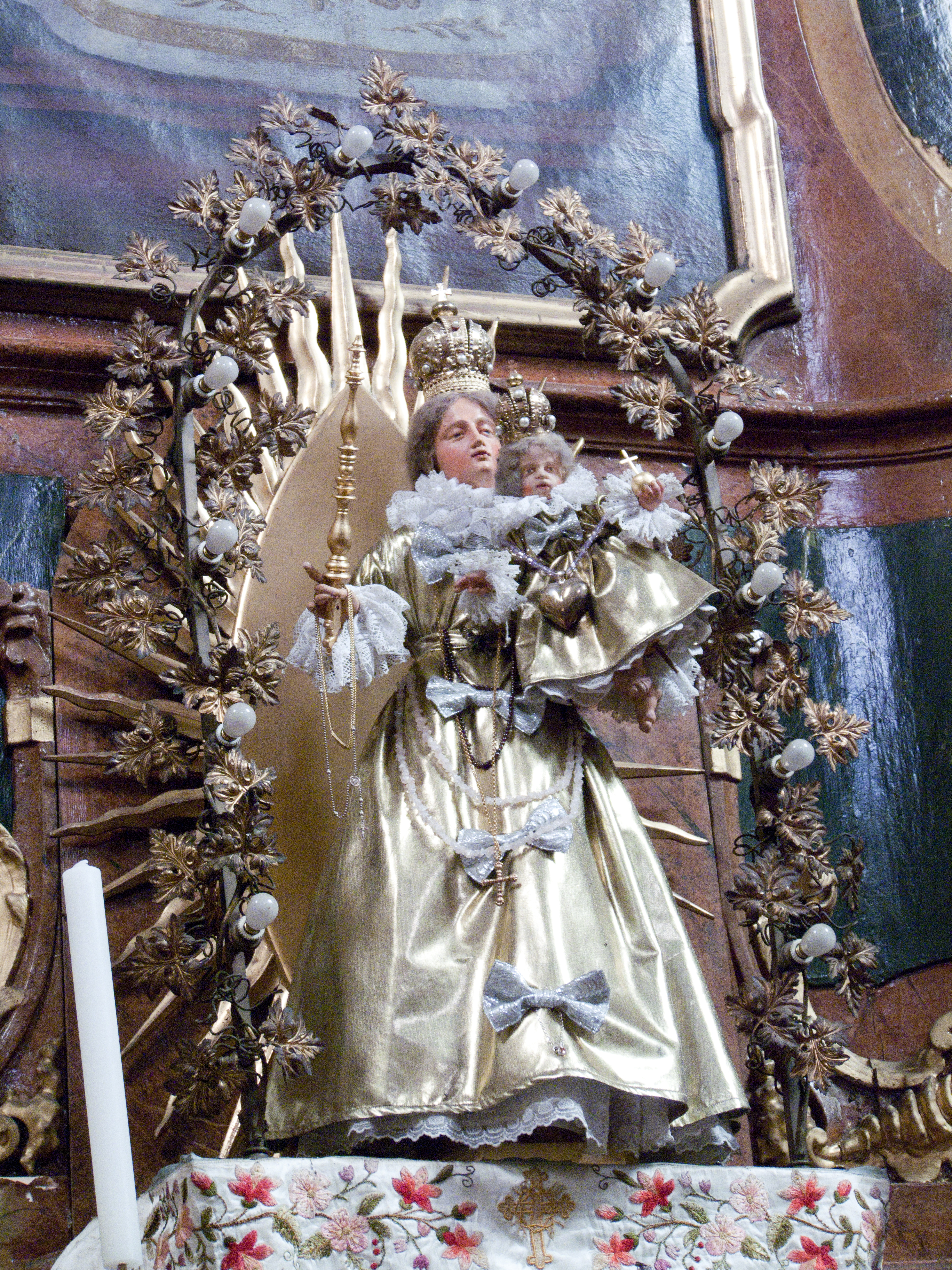
Milostná soška Panny Marie Kamenické

Výstavba kaple je svázána s působením čtvrtého děkana P. Jindřicha Ignáce Teigla (od r. 1706), ze jehož úřadu vrůstalo povědomí o zázračné sošce, která bývala vystavena v pohřební dřevěné kapli na sousedícím městském hřbitově. Páter se také nakazil morem, který Českou Kamenici postihl v letech 1713–1714, ale nákazu přežil a z vděčnosti za uzdravení nechal sošce Panny Marie zhotovit velký nový oltář v rokokovém stylu. Zázračných uzdravení přibývalo a Teigl začal uvažovat o výstavbě vznešenějšího poutního místa k jejímu uložení. Podařilo se mu úspěšně rozběhnout sbírku a než roku 1735 zemřel, odevzdal vybranou částku magistrátu, který o rok později položil základní kámen stavby.

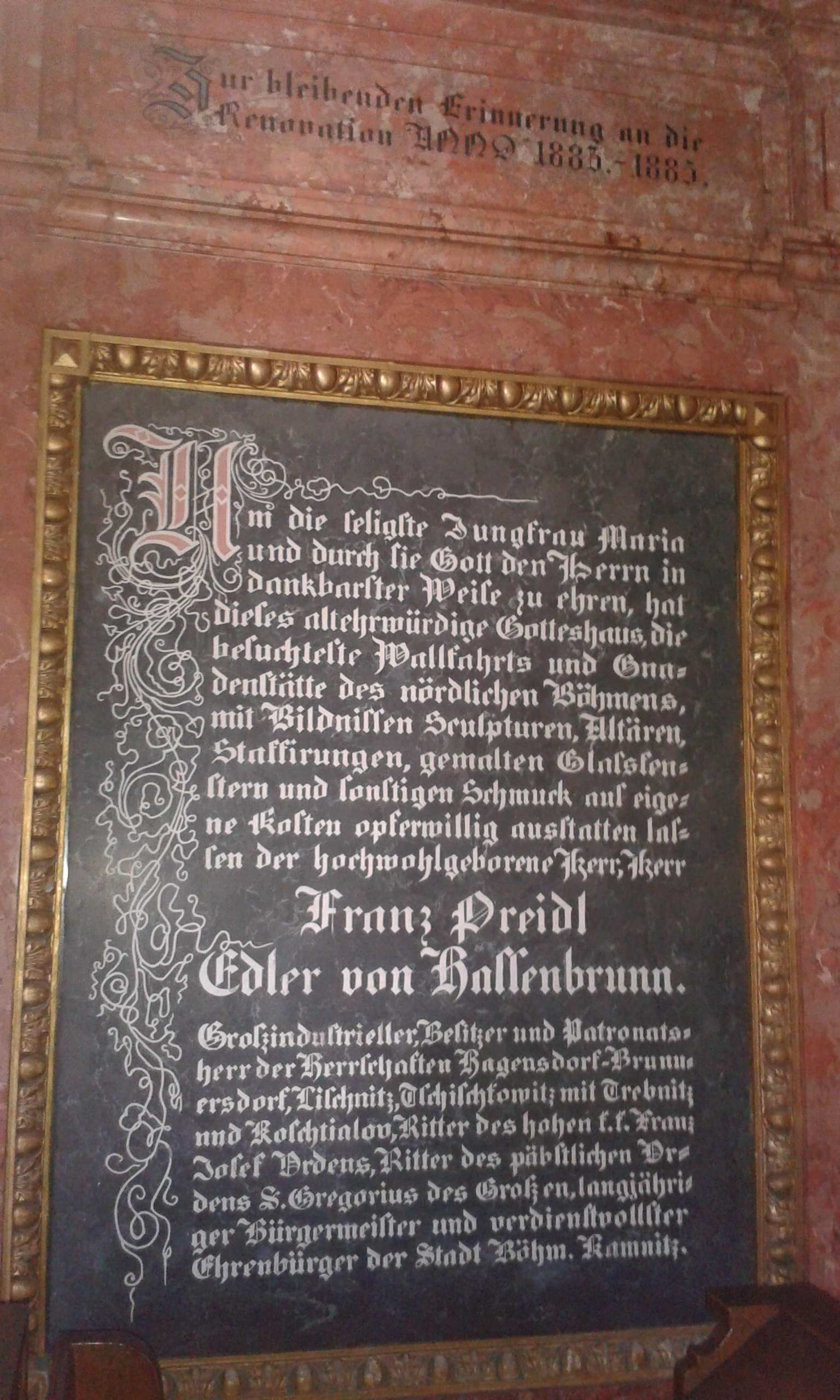
Pamětní kámen renovace

Kaple prošla několika úpravami a renovacemi, které zahrnovaly mj. elektrifikaci, pokrytí střechy měděným plechem, vysázení lipové aleje či pořízení nových varhan. Tu nejrozsáhlejší v letech 1883–1885 financoval starosta České Kamenice Franz Preidl (1810–1889), kdy byla klenba kaple vyzdobena freskami Itala Ferdinanda Brunettiho s výjevy ze života Matky Boží, zdi získaly štukovou výzdobu a umělý mramor, okna vyplnily vitráže a byla zde vystavěna kaple svatého Františka Xaverského, Preidlova patrona.
Stavba po 2. světové válce kaple dlouho chátrala a rekonstrukce se dočkala až v letech 1995–1998.
Duchovní správci kaple jsou uvedeni na stránce: Římskokatolická farnost – děkanství Česká Kamenice.

## Zajímavosti
- Milostná soška Panny Marie pochází z roku 1608 a je 75 cm vysoká.[zdroj?]
- Na zadní části oltáře je umístěn obraz Marie Terezie, za vlády jejíhož syna byl ze sošky odstraněn původní hedvábný šat.[1]
- Na třech vitrážových oknech je zobrazeno Klanění tří králů, Nanebevstoupení Ježíše Krista a Panna Marie s Ježíškem.
- V ambitu se nachází zrekonstruovaný morový vůz z let morové nákazy 1. poloviny 18. století.
- Nedaleko kaple stojí  hrobka, jediný pozůstatek existence bývalého městského hřbitova.
- Hlavní pouť se zde koná neděli po svátku Narození Panny Marie, 8. září.[5]
- V letní sezóně je kaple otevřena pro veřejnost s možností výkladu.